# 李𡌴
李𡌴（？—1238年），又作李埴，字季允，号悦斋，南宋官员，眉州丹棱人，唐太宗十四子曹王李明的后裔，史学家李焘的第七子。
嘉定四年（1211年）四月，四川制置大使司设安边司来经制蛮事，宋宁宗命成都府路提刑李𡌴、潼川府路安抚许奕共领安边司。嘉定六年（1213年）十月十四，李𡌴出使金朝贺正旦，不至而还。绍定四年（1231年）十月，宋理宗以李𡌴为焕章阁直学士、四川制置使、知成都府。绍定六年（1233年）十月，理宗命崔与之、李𡌴、郑性之入朝。嘉熙元年（1237年）正月，以李𡌴为同知枢密院事、四川宣抚使。四月初一，以李𡌴同知枢密院事、四川宣抚使、知成都府。嘉熙二年（1238年）二月，理宗下诏：“近览李𡌴奏，知蜀渐次收复，然创残之余，绥抚为急，宜施荡宥之泽。淮西被兵，恩泽亦如之。其降德音，谕朕轸恤之意。”四月，以李𡌴同签书枢密院事，督视江淮、京湖军马。六月廿三，李𡌴去世，特赠资政殿大学士。李𡌴和父亲李焘、兄长李壁都以文学知名，蜀人把他们比成三苏（苏洵、苏轼、苏辙）。李𡌴著有《皇宋十朝纲要》二十五卷、《公侯守宰士庶通礼》三十卷。

## 传记资料
- 《宋史翼》卷二十五‧儒林三